# 阿夸丰达塔
阿夸丰达塔（義大利語：Acquafondata），是意大利弗罗西诺内省的一个市镇。总面积25.59平方公里，人口289人，人口密度11.3人/平方公里（2009年）。ISTAT代码为060001。